# Taba (Talo Kecil)
Taba is een bestuurslaag in het regentschap Seluma van de provincie Bengkulu, Indonesië. Taba telt 1254 inwoners (volkstelling 2010).